# Чеді (царство)
Че́ді (санскр. चेदि) — давньоіндійське царство, що згадується у «Магабгараті» й Пуранах.

## Географія
Царство Чеді розташовувалось на території Бунделкганду (сучасний штат Мадх'я-Прадеш) — на південь від річки Джамни та вздовж річки Бетва (Ветраваті). Столицею Чеді було місто Суктіматі.

## Історія
У ранньому періоді царством правила династія Пауравів, а потім — династія Сеунів. Згодом держава стала однією з Магаджанапад. Одним з правителів Чеді був Шишупала, союзник правителя царства Маґадга Джарасандхи та Дурьодхани. Шишупала був ворогом Крішни та був убитий останнім під час жертвопринесення раджасуя, влаштованого Юдгіштгірою.
Вихідцями з царства Чеді були також згадані у «Махабхараті» Дамаґгоша, Дгріштакету та його сини, Сукету, Сарабха, дружина Накули Каренуматі, дружина Бгіми.